# Turkish Airlines
Turkish Airlines Inc. (en turco: Türk Hava Yolları Anonim Ortaklığı, THY) es la aerolínea nacional de Turquía con base en Estambul. 
Tiene una red de vuelos regulares  un total de más 322 destinos, en Turquía, en países de Europa, Asia, África, Norteamérica y Sudamérica. Esto la convierte en la primera aerolínea del mundo por destinos en más países y la primera mundial por destinos servidos.
El principal aeropuerto y hub internacional de la aerolínea es el Aeropuerto Internacional de Estambul (IST), y tiene como centros de operaciones el Aeropuerto Internacional Esenboğa (ESB), y en el Aeropuerto Internacional Sabiha Gökçen (SAW).
En 2006, 2007, 2008, 2009, 2010, 2011 y 2012 Turkish Airlines transportó 16,9 millones, 19,6 millones, 22,6 millones, 25,1 millones, 29,1 millones, 32,6 millones y 39 millones de pasajeros respectivamente. El mejor resultado lo obtuvo en 2013, cuando transportó a 48,3 millones de pasajeros. La aerolínea tiene una plantilla a nivel internacional de 31.543 empleados (en 2017), y cuenta con cinco oficinas en España, situadas en Madrid, Barcelona, Málaga, Valencia y Bilbao.
En Latinoamérica, Turkish Airlines vuela a São Paulo, Buenos Aires, Santiago de Chile, Bogotá, Panamá, Caracas, La Habana, Cancún, Ciudad de México, volara en la Ciudad de Guatemala vía Miami.
Con 370 aviones, Turkish Airlines tiene la 13a flota más grande de aviones comerciales del mundo. Desde el 1 de abril de 2008, es un integrante de Star Alliance. Tiene unos 400 pilotos extranjeros y 66 pilotos mujeres, 8 de ellas extranjeras.

## Historia

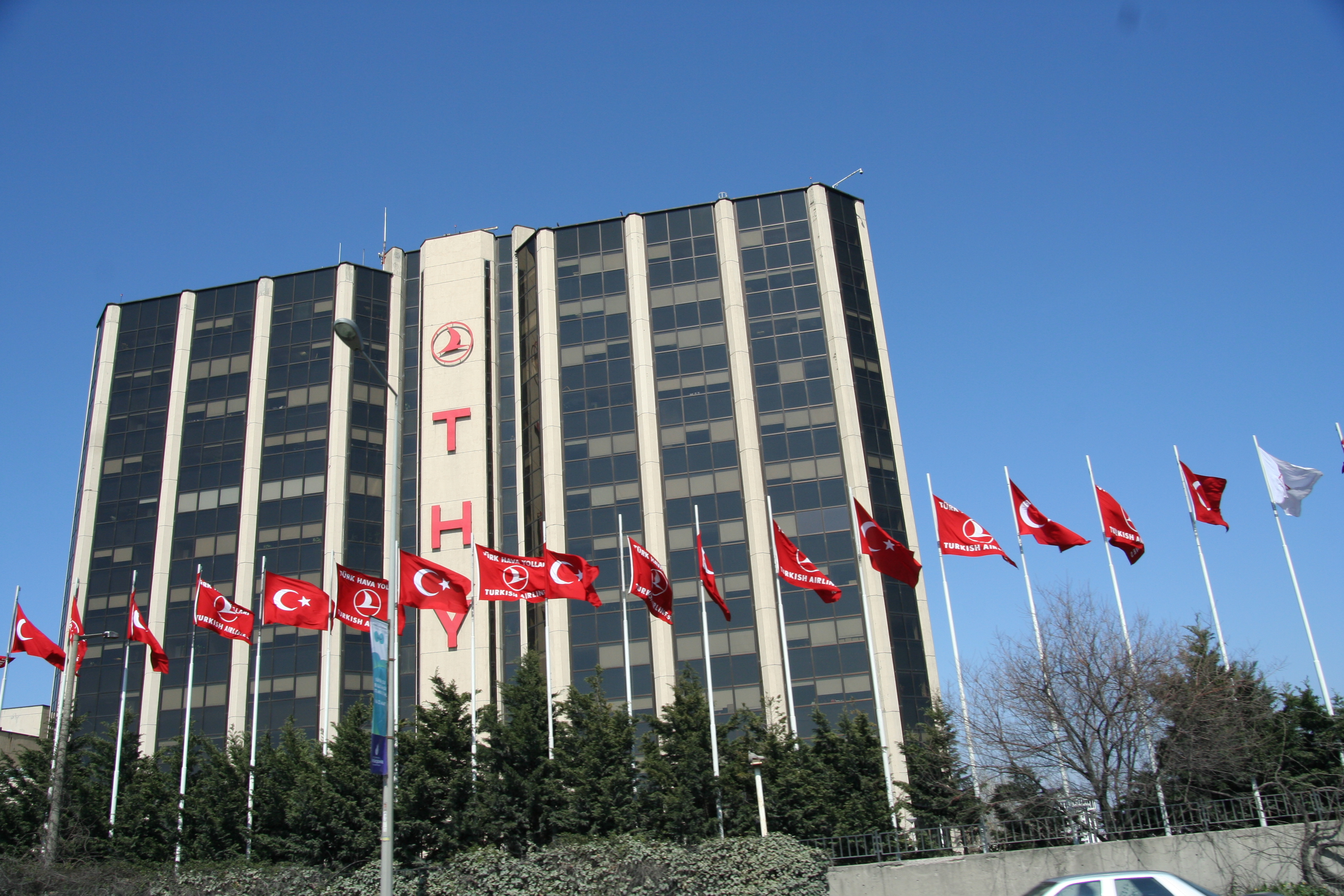
La sede del Turkish Airlines.

La aerolínea fue fundada el 20 de mayo de 1933, como la Administración de Aerolíneas Estatales DHY - Devlet Hava Yolları İşletmesi İdaresi. Comenzó sus operaciones con vuelos Estambul--Eskişehir--Ankara en agosto de 1933. En septiembre de 1937, la aerolínea recibió tres biplanos De Havilland D.H. 86B.
En diciembre de 1937, DHY recibió su cuarta aeronave. La creciente flota aérea posibilitó a DHY ampliar su red de vuelos de cabotaje a Esmirna, Adana, Kayseri y Diyarbakır. El nombre fue cambiado por Devlet Hava Yolları Umum Müdürlüğü (DHY) en junio de 1938. El primer vuelo internacional fue efectuado en 1947 a Atenas y a este continuaron vuelos a Nicosia y Beirut en 1951. En 1985 Turkish Airlines empezó a operar con el Airbus 310, lo que le permitió volar a Singapur y Nueva York vía Bruselas en 1988.
En una gran reestructuración, la compañía estatal DHY fue reemplazada por la combinación corporativa THY - Türk Hava Yolları AO el 20 de febrero de 1956. Tres años después, en 1959, Turkish Airlines abrió oficinas comerciales en Roma y Atenas. Las acciones de la aerolínea fueron transferidas a la Administración de Participación Pública en 1990, que tomó la compañía pública en diciembre del mismo año vendiendo el 1,53% de las acciones. El gobierno más tarde vendió un 23,0% de las acciones al público en diciembre de 2004, y un 28,75% más en mayo de 2006, reduciendo de este modo la propiedad estatal al 49,12% de la actualidad.
La aerolínea es propiedad de la Administración de Privatización del Estado turco (49%) y accionistas privados (51%). La aerolínea posee el 50% de las acciones en la aerolínea afiliada SunExpress, la otra mitad de ésta es propiedad de Lufthansa de Alemania. Desde 2006, año de su fundación, posee el 50% de la compañía de cáterin para aerolíneas Turkish Do&Co.
La petición de adherirse a la Star Alliance fue aceptada en diciembre de 2006. El 1 de abril de 2008, Turkish Airlines entró en la Star Alliance como miembro de pleno derecho.
Desde 2006 hasta la actualidad Turkish Airlines ha experimentado un crecimiento continuo que la ha llevado a doblar el número de pasajeros transportados cada año –hasta alcanzar los 48,3 millones de 2013– y a ampliar su flota de aviones hasta las 262 aeronaves actuales.
A pesar del establecimiento de nuevas instituciones de educación y entrenamiento de pilotos de aviación civil en Turquía en los últimos tiempos, la aerolínea se encuentra con una dificultad de encontrar suficientes pilotos turcos y ha empezado, últimamente, a emplear pilotos de muchas nacionalidades, entre ellos 53 de Grecia. El anterior presidente de la compañía aérea, Hamdi Topçu declaró que la Turkish Airlines necesita contratar 850 nuevos pilotos cada año hasta 2018 y que actualmente emplea a alrededor de 400 pilotos extranjeros, de un total de 45 nacionalidades. Entre estos pilotos extranjeros, hay ocho mujeres.

## Acuerdos de código compartido

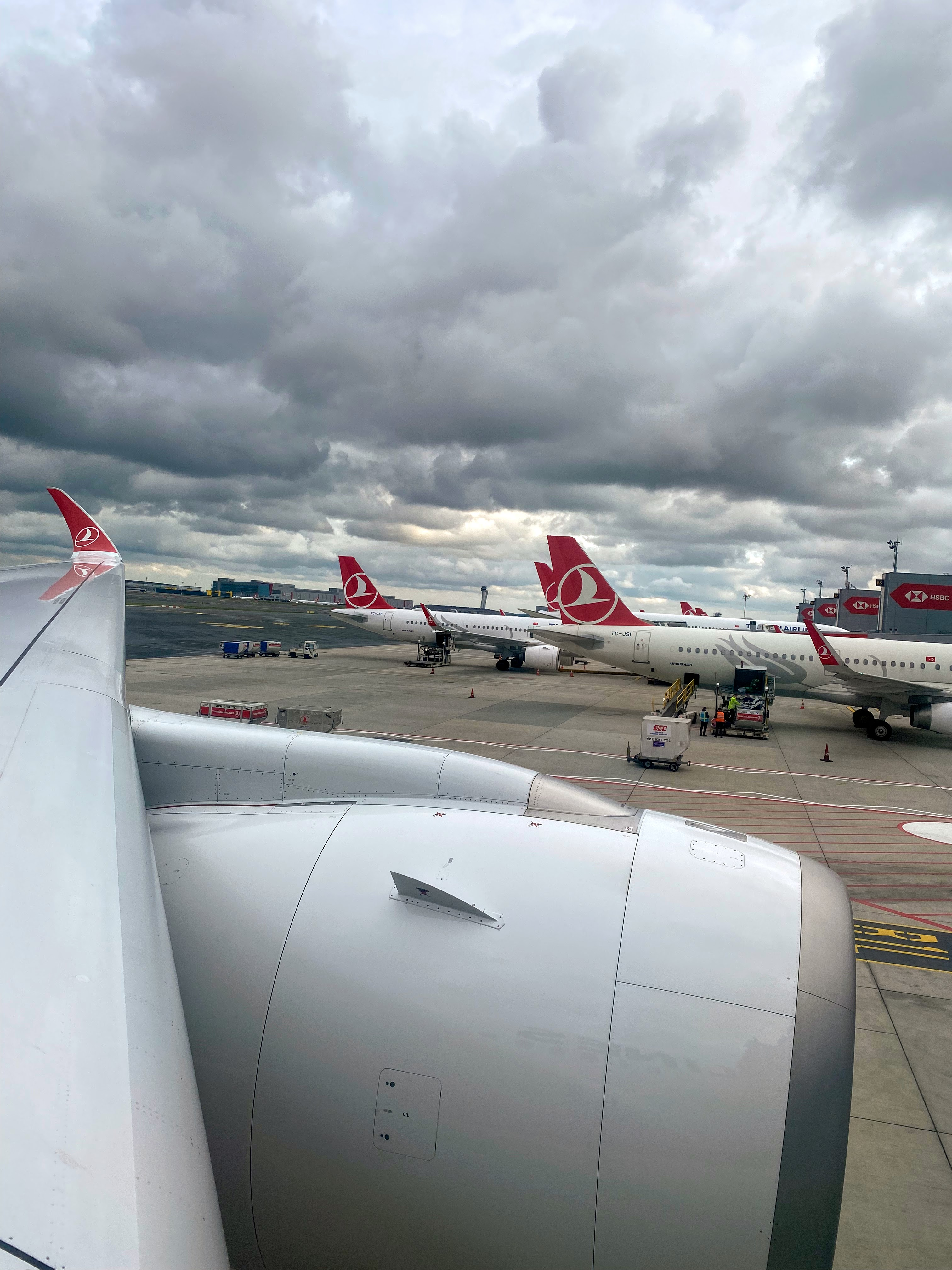
Flota de Turkish Airlines desde Airbus A350 en el Aeropuerto de Estambul

Turkish Airlines tiene acuerdos de código compartido con las siguientes aerolíneas:
- Air Astana
- Air China (Star Alliance)
- Air Europa (Skyteam)
- Air India (Star Alliance)
- Air Malta
- Air New Zealand (Star Alliance)
- All Nippon Airways (Star Alliance)
- Asiana Airlines (Star Alliance)
- Avianca (Star Alliance)
- Azerbaijan Airlines
- B&H Airlines (Star Alliance)
- Copa Airlines (Star Alliance)
- Copa Airlines Colombia (Star Alliance)
- Egypt Air (Star Alliance)
- Etihad Airways
- Garuda Indonesia (Skyteam)
- LOT Polish Airlines (Star Alliance)
- Lufthansa (Star Alliance)
- Luxair
- Malaysia Airlines (Oneworld)
- Pakistan International Airlines
- Royal Air Maroc (Oneworld)
- Singapore Airlines (Star Alliance)
- TAP Portugal (Star Alliance)
- Thai Airways (Star Alliance)
- Ukraine International Airlines
- United Airlines (Star Alliance)
- Uzbekistan Airways
- Aeromar[8][9]

Nota: Esta lista incluye a los miembros de Star Alliance. Turkish Airlines entró a formar parte de Star Alliance el 1 de abril de 2008. Véase el final de la página para una lista completa de los miembros de Star Alliance. 

## Flota

### Flota Actual
La flota de Turkish Airlines tiene una edad promedio de 9 años y en noviemre de 2024 consiste de las siguientes aeronaves:

### Expansión
La expansión de la flota comenzó en 2003 y desde entonces ha multiplicado por más de cuatro su número de aviones. De los 54 aviones que tenía en 2003, a los más de 330 aviones que componen la flota de Turkish Airlines en la actualidad. En 2013, Turkish Airlines emitió una de las mayores licitaciones de la historia con el anuncio de la compra de 137 aviones Airbus (117 A320 CEO y NEO de fuselaje estrecho y 20 de fuselaje ancho A330-300) y 115 Boeing (95 aviones B737 NG y MAX de fuselaje estrecho y 20 B777-300ER de fuselaje ancho). De este modo, la flota de Turkish Airlines superará las 425 unidades, incluyendo aviones de mercancía, y para 2020 habrá reducido la edad media de sus aeronaves a 5 años, reduciendo los 7 de la actualidad.

### Premios
Turkish Airlines es en la actualidad una compañía de 4 estrellas que sido reconocida por los importantes avances en la calidad del servicio. Algunos de los premios obtenidos recientemente son:
- Mejor Aerolínea de Europa, concedido por Skytrax – 2014
- Mejor Aerolínea de Europa, concedido por Skytrax – 2013
- Mejor Aerolínea de Europa, concedido por Skytrax – 2012
- Mejor Aerolínea de Europa, concedido por Skytrax – 2011
- Mejor Catering en Business Class, concedido por Skytrax – 2013 y 2014
- Mejor Aerolínea del Sur de Europa, concedido por Skytrax – 2011, 2012, 2013 y 2014
- Tercera Mejor Aerolínea de Europa, concedido por Skytrax – 2010
- Mejores Asientos Clase Economy Premium – 2011
- Mejor Aerolínea del Sur de Europa – 2011, 2012 y 2013
- Mejor comida a bordo en clase turista, concedido por Skytrax – 2010
- Mejor comida a bordo, concedido por Skyscanner – 2010

### Logo
Un nuevo logotipo se ha introducido en el timón de dirección de los aviones de Turkish Airlines. El cambio principal fue la introducción de un logotipo con el emblema rojo sobre un fondo blanco, situado en el timón de dirección, totalmente rojo con el logotipo en el centro. Asimismo, la inscripción Turkish ha sido sustituida por Turkish Airlines en ambos lados de la parte delantera del fuselaje.

## Programas de fidelización
Miles & Smiles es el Programa de fidelización del viajero frecuente de Turkish Airlines. Las millas pueden ser acumuladas volando en Turkish Airlines, AnadoluJet u otra compañía miembro de Star Alliance. También se acumulan en los hoteles asociados de Turkish Airlines en Estambul, o a través del alquiler de coches de una de sus empresas colaboradoras. 
Todos los poseedores de las tarjetas Miles & Smiles Elite, Elite Plus, Star Alliance Gold podrán utilizar la Sala VIP en todos los aeropuertos. Otras ventajas para los socios incluyen: preferencias especiales de comida, crédito de millas a los socios del programa, uso y actualización de última hora o alquileres más baratos de coches. En el año 2012, Miles & Smiles fue galardonada con el premio en las categorías de "Programa de Viajero Frecuente" y "Mejor Tarjeta de crédito del Programa de Fidelización" en Europa / África, concedida por la prestigiosa "Freddie Awards".

### Centro de mantenimiento
Turkish Airlines tiene un centro de mantenimiento en el Aeropuerto Internacional Atatürk, (IST) en Estambul. El centro de mantenimiento de Turkish Airlines con THY Technic como responsable de mantenimiento, reparación y revisiones de todos los aviones, motores, APUs y componentes de THY.
Turkish Technic abrirá un nuevo centro de mantenimiento en SAW, Aeropuerto Internacional Sabiha Gökçen. Esta instalación proporcionará servicios de mantenimiento de motor, reparación y revisión (MRO) a las aerolíneas de todo el mundo.

## Patrocinios y embajadores
Como parte de sus continuos esfuerzos para combinar su éxito en la aviación con las actividades sociales, culturales y deportivas, Turkish Airlines ha firmado varios acuerdos de patrocinio con diferentes clubes y diferentes deportes de distintos países. Del mismo modo, Turkish Airlines ha unido su marca a algunos a los deportistas más formidables en todo el mundo. En 2010 la embajadora global de la marca fue la tenista Caroline Wozniacki. En 2011, el embajador de Turkish Airlines fue la estrella de Los Angeles Lakers, Kobe Bryant. Y por último en 2012, fue el turno de Lionel Messi, quien ejerce a día de hoy como Embajador global de la aerolínea turca. 
Otras figuras internacionales que han vinculado su imagen a Turkish Airlines incluyen a actores como Kevin Costner, protagonista de la campaña "Feel like a star".

### Baloncesto
Turkish Airlines es desde 2010 el patrocinador principal de la Euroleague, la máxima competición europea de baloncesto. Según el acuerdo, que se extiende hasta 2020, la máxima competición europea pasó a llamarse Turkish Airlines Euroleague. La primera colaboración entre ambos organismos se produjo en la Final Four de París de 2010, cuando Turkish Airlines fue uno de los principales socios del ente organizador del baloncesto europeo. La colaboración entre la aerolínea turca y la Euroleague ha permitido también que, desde febrero de 2013, los partidos puedan verse a bordo de los aviones de la aerolínea en pleno vuelo.
De esta forma, tanto la Euroleague como Turkish Airlines aumentan su compromiso con los países más importantes de Europa y se expanden a otros a nivel internacional. El acuerdo va más allá de la inversión económica y alcanza otros ámbitos, como el programa de responsabilidad corporativa de Euroleague, conocido como One Team, en el que Turkish Airlines tuvo un papel muy activo.

### Fútbol
Actualmente, Turkish Airlines es la aerolínea oficial del Borussia Dortmund. En virtud del acuerdo, que se firmó en mayo de 2013 por una duración de tres años el equipo alemán utiliza aviones de Turkish Airlines en algunos de sus partidos fuera de casa y sus jugadores participan en actos promocionales y de relaciones públicas en nombre de la compañía aérea. Anteriormente, la compañía turca fue la aerolínea oficial del FC Barcelona y el Manchester United. Ambos contratos finalizaron en julio de 2013.
Entre 2019 y 2022 Turkish Airlines fue el patrocinador principal en la camiseta del Club Atlético River Plate.

### Golf
Turkish Airlines tiene también mucho interés en el golf y por ello patrocina uno de los torneos amateur más importantes y prestigiosos del mundo: la “Turkish Airlines World Golf Cup”. En su primera edición, que tuvo lugar en 2013,  el torneo atrajo un gran interés internacional, siendo retransmitido en directo a más de 50 países. Además repartió un total de 7 millones de dólares en premios, convirtiéndose en uno de los que ofrecen una mayor dotación del mundo.
En 2014, el campeonato consistirá en 50 torneos que tendrán lugar en 35 países diferentes. Dos ganadores de cada uno de los 50 torneos jugarán en la Gran Final que se celebrará del 9 al 16 de noviembre en la ciudad de Belek, Turquía.

## Otros servicios
Turkish Airlines ofrece una amplia gama de servicios tanto dentro como fuera del avión:
Chef a bordo
Además de ofrecer un amplio surtido de gastronomía turca, Turkish Airlines sirve menús de cocina internacional. Ha sido pionera en introducir la figura del Chef Volador en sus vuelos intercontinentales. 
Con la colaboración de Turkish Airlines Inc. y Do&Co, las comidas servidas a bordo se preparan siempre con productos frescos basados en el principio de la producción única y ajustada a los deseos de los pasajeros de business class. 
Este servicio lo lleva a cabo el Chef Volador, que da apoyo profesional a la tripulación de cabina durante la preparación de la comidas. Además, Turkish Airlines rota semanalmente los menús servidos en todas las clases para asegurar la variedad de opciones de comida para viajeros frecuentes. 
Entretenimiento a bordo
Los pasajeros de Turkish Airlines pueden disfrutar de muchas actividades durante sus vuelos. Entre otras, disponen de acceso a Internet ilimitado y de alta velocidad con sus ordenadores portátiles, tabletas, teléfonos inteligentes o cualquier otro dispositivo con Wifi. Este servicio está disponible para vuelos transatlánticos utilizando la plataforma PLANET y en los aviones de las flotas B777, A340, A330, A321, B737-800 and B737-900, que son los que ofrecen sistemas de entretenimiento a bordo y pantallas táctiles. Según en qué avión viajen, los pasajeros pueden escoger su programación mediante pantallas táctiles o utilizando el control remoto adjunto a su asiento. El sistema PLANET de Turkish Airlines consigue la máxima satisfacción de sus pasajeros gracias a sus más de 400 películas, 1000 CD de música, radio, canales de noticias y televisión en directo vía satélite, entre otros. Además, la plataforma digital “Invest on Board” pone en contacto a emprendedores de todo el mundo con líderes empresariales.
En la flota B777 y en algunos aviones de A330 es posible conectar los dispositivos móviles de los pasajeros, como iPods o llaves USB a la pantalla táctil de modo que el viajero puede disfrutar de su música y vídeos en un formato mucho más cómodo. 
Sala VIP
La sala VIP de Turkish Airlines en el Aeropuerto Internacional Atatürk (IST) tiene 5.600 m² y acoge a más de 1000 pasajeros diarios en la terminal de salidas internacionales del Aeropuerto Internacional Atatürk de Estambul. Abierta a todos los pasajeros de business class, así como a los titulares de la tarjeta Miles & Smiles Elite, Elite Plus, y los poseedores de la Tarjeta Oro de Star Alliance, La Sala VIP ofrece un sinfín de servicios adicionales destinados a amenizar la espera de los pasajeros para su próximo vuelo. 
Además de una amplia carta de platos frescos fríos y calientes, se ofrecen otros muchos servicios como salas de relajación, duchas privadas con kits de aseo especiales, y sala de juegos para niños. Los pasajeros pueden disfrutar también de televisión internacional y música, prensa local e internacional. La Sala VIP incluye asimismo una sala de billar, una biblioteca, zonas de juegos, un simulador de golf, un salón de té y oficinas completas con todo el equipo técnico necesario incluyendo WLAN e Internet.
Además Turkish Airlines ofrece a los pasajeros de clase Business y miembros del programa Elite Plus de Miles&Smiles llegados de vuelos entre las 05:00h. y las 12:30h acceso a la sala Istanbul Arrival Lounge, un espacio adicional de 250 m² que ofrece a los pasajeros una zona de duchas, áreas para cambiarse de ropa, servicio de planchado y una zona de almuerzo. Los pasajeros también tienen acceso a diarios y revistas locales e internacionales, conexión a internet y puntos de recarga para los dispositivos eléctricos
Visitas a Estambul
Turkish Airlines ofrece un tour turístico alrededor de Estambul con un guía especializado a todos aquellos pasajeros con escala mínima de 6 horas. Para disfrutar de este tour todo el trayecto debe hacerse con Turkish Airlines y la ciudad turca tiene que ser la primera escala entre esos destinos. En 2013, hasta 16.000 pasajeros se beneficiaron de esta oferta.
Los pasajeros tienen la oportunidad de visitar, por cortesía de Turkish Airlines, numerosos lugares de interés histórico de la ciudad turca. La visita turística arranca dos veces al día desde el aeropuerto Atatürk de Estambul y cubre el Palacio de Topkapi, la Mezquita de Sultanahmet, Santa Sofía, la iglesia de Caria, Plaza del Hipódromo y el Museo Arqueológico.

## Incidentes y accidentes
Durante sus casi 80 años de historia, Turkish Airlines ha tenido tres accidentes en sus vuelos internacionales, y 18 en sus vuelos de cabotaje. En los últimos años Turkish Airlines ha modernizado su flota que tiene una media de 6,8 años (septiembre de 2019). Turkish Airlines lleva a cabo un Sistema de Gestión de la Calidad (SGC), que empezó a implementar desde 2006, y el Sistema de Gestión de Seguridad (SMS) destinados a asegurar la máxima seguridad en sus vuelos. La Dirección de Garantía de Calidad de la compañía, que forma parte de la vigilancia de la seguridad de las operaciones, está a cargo de la implementación y supervisión de este sistema. Entre los accidentes e incidentes están:
- El primer accidente de la aerolínea ocurrió el 17 de febrero de 1959, cuando un Vickers Viscount Type 793, con registro TC-SEV, se estrelló en medio de una niebla intensa poco antes de aterrizar en el Aeropuerto de Londres Gatwick. El vuelo llevaba al primer ministro Turco Adnan Menderes y una delegación gubernamental a Londres para firmar el Acuerdo de Londres en el reparto de Chipre. Menderes estuvo entre los supervivientes de los ocho tripulantes y dieciséis pasajeros a bordo.

- El más mortal fue el vuelo 981, que se estrelló en Francia el 3 de marzo de 1974 debido a una descompresión explosiva, matando a la 346 personas a bordo. La principal causa fue un fallo de diseño en las puertas de carga del avión McDonnell Douglas DC-10, con matrícula TC-JAV y bautizado Ankara. Antes del Accidente de Los Rodeos, fue el desastre aéreo con más muertes del mundo.

- Vuelo 452 de Turkish Airlines: 19 de septiembre de 1976, 154 muertos.

- El 16 de enero de 1983 (el vuelo 158), un Boeing 727-2F2 (matrícula TC-JBR, bautizado Afyon) aterrizó a unos 50 m (160 ft) antes de la pista del aeropuerto Ankara Esenboğa (ESB/LTAC) en medio de nieve, partiéndose y ardiendo. 47 pasajeros y los siete tripulantes murieron, pero 13 pasajeros sobrevivieron con lesiones.

- El 29 de diciembre de 1994 (el vuelo 278), un Boeing 737-4Y0 (registro: TC-JES, nombre: Mersin) se estrelló durante la aproximación final para aterrizar en el Aeropuerto Van Ferit Melen (VAN/LTCI) en la nieve. Cinco de los siete tripulantes y 52 de los 69 pasajeros murieron.

- El 7 de abril de 1999 (el vuelo 5904), un Boeing 737-4Q8 (registro: TC-JEP, nombre: Trakya) en vuelo posicional se estrelló en Ceyhan ocho minutos después de despegar del Aeropuerto de Adana Şakirpaşa (ADA/LTAF). No había pasajeros a bordo, pero los seis miembros de la tripulación murieron en el accidente.

- El 8 de enero de 2003 (el vuelo 634), un Avro RJ-100 (registro: TC-THG, nombre: Konya) se estrelló mientras efectuaba una aproximación VOR/DME a la pista 34 del Aeropuerto Diyarbakir (DIY/LTCC), Turquía. 75 de los 80 pasajeros murieron, incluyendo a toda la tripulación.[18]

- El 25 de febrero de 2009 (el vuelo 1951), un Boeing 737-800 (registro: TC-JGE, nombre: Tekirdağ) que transportaba 134 pasajeros, se estrelló cerca del Aeropuerto de Ámsterdam-Schiphol, cerca de Ámsterdam, Holanda. Nueve personas murieron incluyendo a los pilotos.[19] 84 pasajeros fueron llevados a hospitales locales. 6 de ellos estaban en situación crítica.